# Tragédie des biens communs
Pour les articles homonymes, voir Bien commun (homonymie).
Ne doit pas être confondu avec Tragédie des anticommuns.
La tragédie des biens communs, ou tragédie des communs — en anglais : tragedy of the commons, est un concept décrivant un phénomène collectif de surexploitation d'une ressource commune (un commun) que l'on retrouve en économie, en écologie, en sociologie, etc. La tragédie des biens communs doit se produire dans une situation de compétition pour l'accès à une ressource limitée (créant un conflit entre l'intérêt individuel et le bien commun) face à laquelle la stratégie économique rationnelle aboutit à un résultat perdant-perdant.
L'expression est popularisée par un article éponyme du biologiste Garrett Hardin paru en 1968 et considéré comme une contribution majeure de la pensée écologique. Le phénomène contraire est appelé, par analogie, la tragédie des anticommuns. Dans le formalisme de la théorie des jeux, la tragédie des communs est un jeu à somme non nulle.

## Présentation de la tragédie des biens communs

### Définition
Le philosophe grec Aristote met déjà en avant le problème de la tragédie des communs : « Ce qui est commun à tous fait l'objet de moins de soins, car les Hommes s'intéressent davantage à ce qui est à eux qu'à ce qu'ils possèdent en commun avec leurs semblables. »
Pour le philosophe allemand Friedrich Nietzsche, le bien commun est un oxymore : « le mot renferme une contradiction : ce qui peut être commun n’a jamais que peu de valeur ».
Dans un contexte d'abondance, les premiers questionnements s'attachent ainsi prioritairement à l'appropriation des ressources, mais à mesure de leur raréfaction émerge le défi de leur gestion[réf. nécessaire].
Le concept de « tragédie » est développé dans un essai écrit en 1833 par l'économiste britannique William Forster Lloyd, qui utilise l'exemple hypothétique des effets d'un pâturage non réglementé sur des terres communes en Grande-Bretagne et en Irlande. L'expression est ensuite popularisée par un article éponyme du biologiste Garrett Hardin paru dans Science en 1968, intitulé « The Tragedy of the Commons » et considéré comme une contribution majeure de la pensée écologique.
La tragédie des biens communs concerne des ressources, généralement naturelles, qui sont soit en libre accès (n'importe qui peut contester l'exploitation), soit propriété d'une communauté d'acteurs. Elles possèdent deux particularités :
- il est coûteux ou difficile d'attribuer des droits de propriété individuels sur la ressource. Par exemple, il serait délicat de faire respecter un droit de propriété sur une partie de l'océan en haute mer ;
- la ressource est un bien rival. Si un pêcheur pêche un poisson dans l'océan, celui-ci ne sera plus disponible pour les autres pêcheurs.

La tragédie des biens communs n'a vocation à s'appliquer, dans un marché libre, qu'aux ressources ne pouvant être appropriées par personne (res nullius) et disponibles en quantité limitée (non infinie). Ainsi de l'atmosphère ou de l'eau de pluie, de la capacité d'absorption de dioxyde de carbone de l'atmosphère, de la biodiversité, de la bande passante d'Internet (du point de vue des utilisateurs finaux payant un forfait illimité).
L'intérêt de ce modèle réside dans sa portée générale : si l'appropriation (captation privée d'un bien public) s'assimile à un prélèvement dans l'environnement commun (chasse, pêche, exploitation de biens rivaux en général) alors la tragédie des communs devient le concept clé d'une réflexion sur la répartition des ressources naturelles et leur préservation dans le temps selon un axe privé/public d'une part, court terme/long terme d'autre part[réf. nécessaire].

### Exemples
L'exemple typique utilisé pour illustrer ce phénomène est celui d'un champ de fourrage commun à tout un village, dans lequel chaque éleveur vient faire paître son propre troupeau. Hardin décrit l'utilité que chaque éleveur a à ajouter un animal de plus à son troupeau dans le champ commun comme étant la valeur de l'animal, tandis que le coût encouru par ce même éleveur est seulement celui de l'animal divisé par le nombre d'éleveurs ayant accès au champ. En clair, l'intérêt d'accaparer le plus de ressources communes possible dépasse toujours le prix à payer pour l'utilisation de ces ressources. Rapidement, chaque éleveur emmène autant d'animaux que possible paître dans le champ commun pour empêcher, autant que faire se peut, les autres éleveurs de prendre un avantage sur lui en utilisant les ressources communes, et le champ devient vite une mare de boue où plus rien ne pousse.

#### Communs modernes
Le concept de la tragédie des communs peut être utilisé dans le cas de la situation environnementale actuelle, puisqu’il peut s’appliquer à de nombreux problèmes liés à la gestion de ressources, comme l’eau, les forêts, ou les énergies fossiles.
Cette approche avance que la terre, en tant que bien commun, a souffert d'un épuisement des ressources naturelles sans que soient prises en compte les externalités et les conséquences sur les populations voisines et futures. Les économistes incitent souvent les gouvernements à adopter des politiques qui viseraient à internaliser ces externalités, mais cela représente souvent une perte pour les industries, et l'influence des lobbys industriels rend impossible cette internalisation, malgré les avertissements du rapport du GIEC de 2021, qui avance que des dégâts environnementaux irréversibles ont déjà été causés.[réf. nécessaire]

#### Communs numériques
Il n'existe pas de consensus concernant le caractère fini ou infini des ressources numériques,. Certains suggèrent qu'elles sont infinies en raison de la possibilité de réplication et de diffusion, mais beaucoup d'exemples laissent penser qu'elles seraient en réalité finies et causes de pollution.
Ainsi des bases de données comme Wikipédia, qui dépendent des contributions et risquent de s'épuiser si elles ne sont pas entretenues, ou de l'accès à un environnement numérique en raison de la possible congestion de la bande passante et de l'épuisement du réseau, limites potentielles appelées entropie de l'information.
Est considéré comme pollution du domaine numérique le manque de restrictions d'usage des ressources numériques, qui cause une surproduction de données redondantes, donc du « bruit », et compromet les canaux de communication. Certains[Qui ?] avancent que la surutilisation des ressources numériques est à l'origine de pollution dans le monde physique, comme la désinformation, l'infox, voire des délits ou crimes.

## Solutions
Trouver une solution à la tragédie des biens communs fait partie des problèmes récurrents de la philosophie politique et de l'économie politique. Pour schématiser, trois solutions ont été proposées pour éviter la surexploitation des ressources : la nationalisation, la privatisation (selon Hardin) et la gestion par des communautés locales.

### Nationalisation
L'idée, apparue dans les années 1970, est que l'État devienne propriétaire de la ressource. Il peut alors intervenir de deux manières, en règlementant l'accès à la ressource, ou bien en l'exploitant directement lui-même. La mise en place de mesures de restrictions d'accès peut se traduire entre autres par une limitation des dates durant laquelle l'exploitation est autorisée (périodes de chasse), la limitation des moyens employés (taille maximum des filets de pêche), ou bien même par l'interdiction d'accès pure et simple (espèces protégées). La gestion directe de l'exploitation par l'État consiste généralement à confier le monopole d'exploitation à une entreprise publique.
La nationalisation a souvent été préconisée et suivie, en particulier dans les pays en développement. Mais les résultats n'ont pas toujours été satisfaisants, ainsi la nationalisation des forêts a-t-elle eu des effets désastreux dans de nombreux pays en développement en proie à la déforestation. Ces problèmes touchent également d'autres ressources et sont aggravés par la corruption.
Dans l'essai original de Hardin, celui-ci propose que les utilisateurs de la ressource commune et, par extension, du problème de la surpopulation, choisissent une solution mutuellement coercitive approuvée unanimement ; dans le cas de la surpopulation, ce serait de renoncer collectivement au droit de procréer. Dans Managing the Commons paru en 1979, Hardin et John A. Baden discutent de cette solution. Un seul pays a appliqué dans une certaine mesure cette préconisation : la république populaire de Chine avec la politique de l'enfant unique. Dans son article originel, Hardin rejetait l'éducation comme moyen de réduire la croissance démographique, mais depuis il est apparu que l'augmentation des opportunités économiques et éducatives pour les femmes entraîne une réduction du taux de natalité. Ainsi, plusieurs pays développés (par exemple le Japon) cherchent à l'heure actuelle à augmenter leur taux de natalité à la suite d'une diminution excessive de celui-ci[réf. nécessaire].

### Privatisation
Une solution différente est de convertir la ressource commune en propriété privée pour inciter le(s) propriétaire(s) à une gestion rationnelle de cette ressource. Historiquement, cette solution a été appliquée du XIIe au XIXe siècle en Angleterre aux terres communes, lors du mouvement des enclosures. C'est la solution qui est préconisée par les libéraux en suivant le principe lockéen de l'appropriation initiale par le travail : le premier qui transforme une ressource non appropriée par son travail devient le propriétaire légitime de cette ressource (en oubliant le critère de légitimité de Locke : « à condition qu'il en reste autant et de même qualité pour les autres »[réf. nécessaire]).
Bien que d'apparence opposée au principe de nationalisation, ce qui est appelé privatisation de la ressource nécessite généralement l'intervention de l'État pour assurer le respect général des règles. Il s'agit de créer un droit de propriété sous forme de quota de prélèvements échangeables, plutôt que d'être propriétaire du support de la ressource. Cette solution est largement utilisée pour la gestion des pêcheries, avec semble-t-il un certain succès. Toutefois, toutes les ressources ne sont pas adaptées pour être gérées par un tel système, et dans certains pays le manque de fiabilité des institutions en rend la mise en œuvre illusoire.

### Gestion par les acteurs locaux
Une solution alternative, mise en évidence et analysée par Elinor Ostrom, est la gestion des ressources par les acteurs locaux à travers des normes sociales et des arrangements institutionnels. Les communautés d'individus qui vivent à proximité de la ressource seraient incitées à trouver des règles limitant l'exploitation à long terme. Pour que ces règles soient respectées, des mécanismes de surveillance et de sanctions à l'égard de ceux qui surexploitent sont généralement nécessaires. Il existe dans la réalité une très grande diversité de situations, de telle sorte qu'il est impossible de préconiser une solution unique. Ainsi, selon les caractéristiques de la ressource et de l'environnement économique, les acteurs peuvent mettre en place des systèmes de gestion très différents.
Ainsi des indiens Salish, qui géraient leurs ressources naturelles à l'aide d'un système localisé où chaque famille avait la responsabilité d'un lieu et des ressources qui s'y trouvaient. L'accès à la nourriture était la principale source de richesse, et la capacité à être généreux avait une valeur morale élevée, ce qui donnait un intérêt à la conservation des ressources[réf. nécessaire].
Une autre solution économique au problème est celle du théorème de Coase, où les individus qui font usage des biens communs se paient les uns les autres de manière à ne pas surexploiter la ressource.

## Critique du modèle de Hardin
Hardin estimait que l'homme est prisonnier d'un système qui l'oblige à accroître l'exploitation sans limites, dans un monde pourtant limité. La validité de ce modèle a été contestée à partir des années 1970, tant sur le plan théorique qu'au niveau empirique. Hardin aurait effectué une confusion entre les concepts de propriété commune et de ressources en libre accès. Une ressource en régime de propriété commune appartient à un groupe d'individus qui peut généralement exclure les non-membres de l'usage, tandis qu'il n'existe aucune restriction d'entrée et d'usage pour une ressource en situation de libre accès. Les règles limitant l'exploitation, présentes dans de nombreuses ressources en propriété communes, ont ainsi été ignorées par Hardin.
Prenant en compte les preuves de l'existence historique ou actuelle de communs, Hardin est revenu sur sa thèse précisant que celle-ci aurait dû s'intituler "La tragédie des communs non gérés".

## Influences
En octobre 2009, Elinor Ostrom reçoit, avec Oliver Williamson, le Prix de la Banque de Suède en sciences économiques (souvent improprement appelé Prix Nobel d'économie) « pour son analyse de la gouvernance économique, et en particulier, des biens communs ».
En 2018, The Tragedy of the Commons est intégralement traduit en français pour la première fois.